# エクセレント・カダヴァー
エクセレント・カダヴァーは、2018年女優のジェニファー・ローレンスによって設立されたアメリカ合衆国の映画およびテレビドラマ製作会社。
社名は、シチリアのマフィアの間で使われる隠語で、マフィアによる犠牲者のうち、政治家や裁判官、警察署長など地位の高い役職の被害者を指すときに使われる「cadaveri eccellenti」から来ている。

## 沿革
2018年10月、女優のジェニファー・ローレンスによって「エクセレント・カダヴァー」が設立された。ローレンスはプロデュース・パートナーのジャスティン・ポルスキーと共に映画製作を行う。また、Makereadyとファーストルック契約を結んだことが発表され、 Makereadyと同社は単独で、あるいは、Makereadyが契約しているユニバーサル・ピクチャーズやエンターテインメント・ワンからの資金提供を通じて作品制作が行われる。
2023年、ローレンスがアニメーターのドン・ハーツフェルトに、同社のアニメーションロゴの作成を依頼した。このロゴは、同社初の映画『その道の向こうに』で初公開された。2023年1月、同作はブライアン・タイリー・ヘンリーと共に同社初となるアカデミー助演男優賞にノミネートされた。

## 主な作品

### 映画
| 公開年   | タイトル                              | 監督                   | 備考 |
| -------- | ------------------------------------- | ---------------------- | --- |
| 2022     | その道の向こうに                      | リラ・ノイゲバウアー   | A24と共同製作 |
| 2023     | Bread and Roses                       | Sahra Mani             | ドキュメンタリー |
| 2023     | マディのおしごと 恋の手ほどき始めます | ジーン・スタプニツキー | ソニー・ピクチャーズと共同製作 |
| TBA      | Sue                                   | モーガン・スパーロック | Appleスタジオ、Picturestartと共同製作 |
| TBA      | Mob Girl                              | パオロ・ソレンティーノ | |
| TBA      | Die, My Love                          | リン・ラムジー         | |
| 製作中止 | Bad Blood                             | アダム・マッケイ       | Hulu製作のドラマでエリザベス・ホームズを演じたアマンダ・サイフリッドの演技に感動し、再び同じ役をローレンスが演じる必要はないと感じ降板した |